# 男ゴコロはマンガ模様
『男ゴコロはマンガ模様』（原題：People Places Things）は、2015年に公開されたアメリカ合衆国のコメディ映画である。監督はジェームズ・C・ストラウス、主演はジェマイン・クレメントが務めた。
本作は日本国内で劇場公開されなかったが、2016年4月22日にDVDが発売された。

## 概略
ウィル・ヘンリーはグラフィックノベルを書く傍ら、絵の講師として生計を立てていた。双子の娘たち（クリオとコレット）が5歳を迎える日、ウィルは誕生日パーティーを準備していたが、妻のチャーリーが一向に帰宅しなかった。そこで、ウィルが探しに出かけたところ、チャーリーの不倫現場に出くわしてしまった。不倫がバレたチャーリーは開き直り、「貴方との結婚生活はつまらない」などと言い放った。結局、そのまま2人は離婚することになった。
それから1年後、ウィルは教え子の母親（ダイアン）と恋仲になる一方、チャーリーへの未練を断ち切れずにいた。煮え切らない態度をとり続けたウィルだったが、やがて決断を下すべきときがやってきた。

## キャスト
※括弧内は日本語吹替
- ウィル・ヘンリー：ジェマイン・クレメント（井上和彦）
- チャーリー：ステファニー・オーリン（三石琴乃）
- ダイアン：レジーナ・ホール（青山桐子）
- カット：ジェシカ・ウィリアムズ（種市桃子）
- ゲイリー：マイケル・チャーナス（北田理道）
- クリオ：アンドレア・ギャズビー（藤田茜）
- コレット：ジア・ギャツビー（長谷美希）

## 製作・音楽
2014年10月7日、本作の主要キャストが発表された。12月3日、マーク・オートンが本作で使用される楽曲を手がけるとの報道があった。2015年8月14日、アブコ・レコードが本作のサウンドトラックを発売した。

## 公開・興行収入
2015年1月26日、本作はサンダンス映画祭でプレミア上映された。2月24日、ザ・フィルム・アーケードが本作の全米配給権を獲得したと報じられた。6月17日、本作のオフィシャル・トレイラーが公開された。8月14日、本作は全米19館で限定公開され、公開初週末に3万1262ドル（1館当たり1645ドル）を稼ぎ出し、週末興行収入ランキング初登場52位となった。

## 評価
本作は批評家から好意的に評価されている。映画批評集積サイトのRotten Tomatoesには55件のレビューがあり、批評家支持率は76%、平均点は10点満点で6.9点となっている。サイト側による批評家の見解の要約は「ストーリー自体に新鮮さはないが、才能豊かな俳優たちによって生命が吹き込まれている。『男ゴコロはマンガ模様』はジェームズ・C・ストラウス監督のキャリアベストである。」となっている。また、Metacriticには20件のレビューがあり、加重平均値は68/100となっている。